# Valeria De Franciscis
Valeria De Franciscis Bendoni (Roma, 14 dicembre 1915 – Roma, 9 febbraio 2014) è stata un'attrice italiana.

## Biografia
Nata in una famiglia nobile, da madre torinese e padre napoletano, che svolgeva l'attività d'avvocato, Valeria De Franciscis ricevette sin da giovane un'educazione rigida. Quando aveva appena quattro anni morì la madre e il padre successivamente si risposò. Nel 1981, all'età di 66 anni, morì il marito della De Franciscis.
Fa il suo debutto sul grande schermo in tarda età, in Pranzo di ferragosto (2008) di Gianni Di Gregorio, in cui interpreta, all'età di 93 anni, la madre del protagonista Gianni Di Gregorio: il film fu presentato alla 65ª Mostra internazionale d'arte cinematografica di Venezia. Per la sua interpretazione fu premiata al Batìk Film Festival di Perugia come miglior attrice esordiente e vinse il premio Sosterzio d'argento. Nel 2009 ha partecipato invece al film I mostri oggi di Enrico Oldoini.
Nel 2010 torna ad essere diretta di nuovo da Di Gregorio, questa volta in Gianni e le donne, ancora nei panni della madre del protagonista, come lo fu in Pranzo di Ferragosto. L'attrice ottiene nel 2011 una candidatura ai David di Donatello come miglior attrice non protagonista, risultando tra l'altro la più longeva attrice a ricevere una candidatura al premio e la più anziana attrice ad avere una candidatura a un premio cinematografico nel mondo (candidature ricevute nell'anno dei suoi 96 anni), superando l'attrice Gloria Stuart candidata nel 1998 all'Oscar come miglior attrice non protagonista nel film Titanic a 87 anni.
È morta nel 2014 all'età di 98 anni e riposa nel cimitero del Verano .

## Filmografia
- Estate Romana, regia di Matteo Garrone (2000)
- Pranzo di ferragosto, regia di Gianni Di Gregorio (2008)
- I mostri oggi, regia di Enrico Oldoini (2009)
- Gianni e le donne, regia di Gianni Di Gregorio (2011)